# Albert Heaton
Pour les articles homonymes, voir Heaton.
Albert « Al » Heaton, né le 15 mars 1915 à Toronto est un coureur cycliste canadien, coureur des courses de six jours. Albert Heaton commence sa carrière en patinage de vitesse, puis cycliste sur route et enseigne l'équitation. Il participe à 14 courses de six jours entre 1936 et 1938, dont 7 en  1937. En 1937, Heaton et Freddie Zach ont pris d'assaut la première heure des six jours de Toronto , devant près de 5 000 fans, à la Mutual Street Arena. À la fin du deuxième jour, Heaton et Zach étaient en troisième position, 2 tours derrière William "Torchy" Peden et son frère Doug Peden, deuxième derriere Jimmy Walthour et Laurent Gadou premier.

## Palmarès
- 1936
  - Six jours d'Ottawa (avec Robert Walthour Junior, Roy McDonald)
- 1937
  - 3e des Six jours de Kansas City (avec Henri Lepage)